# Økozone
Biosfæren kan opdeles i økozoner, der er klart afgrænsede, og som stort set følger kontinenternes grænser. Økozonerne er selv opdelt i økoregioner (f.eks. den euro-sibiriske region, som Bornholm hører hjemme i), selv om der ikke er fuldstændig enighed om deres grænser.
De 8 økozoner er:
- Den Nearktiske zone 22.9 mil. km²
- Den Palæarktiske zone 54.1 mil. km²
- Den Afrotropiske zone 22.1 mil. km²
- Den Indomalayiske zone 7.5 mil. km²
- Den Australasiske zone 7.7 mil. km²
- Den Neotropiske zone 19.0 mil. km²
- Den Oceaniske zone 1.0 mil. km²
- Den Antarktiske zone 0.3 mil. km²